# Guitarra flamenca
Guitarra flamenca är en svampdjursart som beskrevs av Carballo och Uriz 1998. Guitarra flamenca ingår i släktet Guitarra och familjen Guitarridae. Inga underarter finns listade i Catalogue of Life.